# تينا بريت
تينا بريت (بالإنجليزية: Tina Britt)‏ هي مغنية أمريكية، ولدت في 5 يوليو 1938.

## وصلات خارجية
- تينا بريت على موقع ميوزك برينز (الإنجليزية)
- تينا بريت على موقع ديسكوغز (الإنجليزية)